# Ida Benjamin
Ida Benjamin (ur. 5 października 1873 w Katowicach, zm. 11 lipca 1943 w Theresienstadt) – niemiecka gospodyni domowa pochodzenia żydowskiego, działaczka społeczna, ofiara Holocaustu. 

## Życiorys

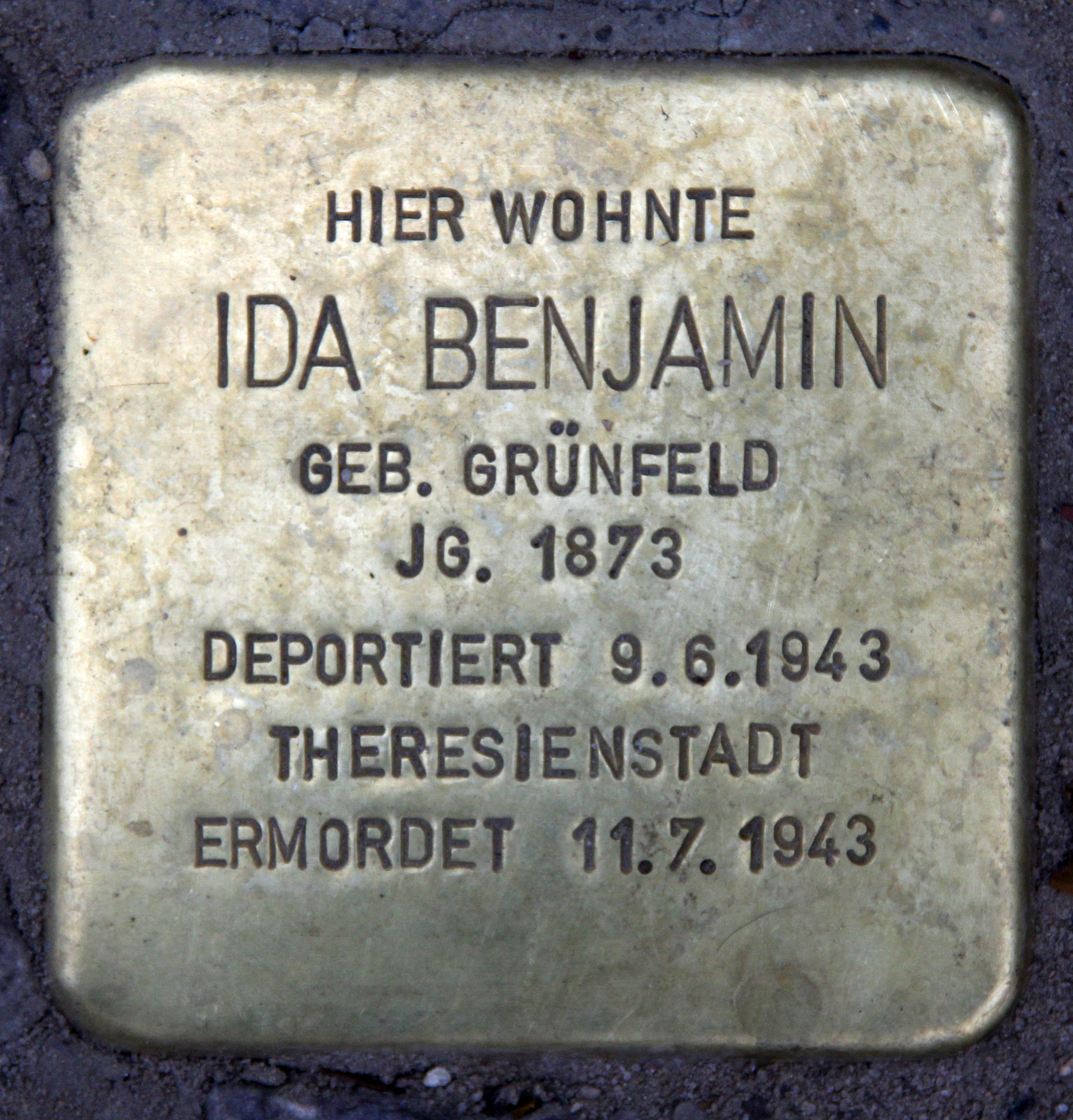
Kostka Stolperstein w Berlinie upamiętniająca Idę Benjamin (2014)

Urodziła się 5 października 1873 roku w Katowicach. Po ślubie w 1901 roku zamieszkała z mężem Felixem w Bytomiu, a w 1914 roku przeprowadziła się wraz z całą rodziną do Berlina w zawiązku z przeniesieniem tam siedziby jego firmy.
W 1917 roku powołała wraz z mężem Felixem fundację (niem. Felix und Ida Banjamin’sche Stiftung), która wspierała potrzebujące dzieci oraz sieroty wyznania żydowskiego, katolickiego i ewangelickiego których ojcowie zginęli bądź zostali w trakcie I wojny światowej.
Z powodów zdrowotnych w maju 1939 roku przebywała w sanatorium w Międzygórzu. Z czasem jej stan zdrowia na tyle się pogorszył, że trafiła do szpitala żydowskiego przy obecnej ulicy P. Włodkowica we Wrocławiu. Tam została odkryta przez Gestapo, aresztowana i deportowana.
11 czerwca 1943 roku trafiła getta Theresienstadt. W tym czasie jej mąż już nie żył. Tam też zmarła 11 lipca tego samego roku na udar mózgu.
Upamiętniona została wraz z mężem Felixem kostką Stolperstein przy Giesebrechtstraße 12 w Berlinie.

## Życie prywatne
Pochodziła z rodziny zasłużonego katowickiego architekta i mistrza budowlanego Ignatza Grünfelda i Johanny z domu Sachs. Była siostrą architektów Hugona i Maxa, a także Marthy, Hermanna, Moniki, Brunona, Ernsta, Lucie i Paula Grünfeldów.
25 lutego 1901 roku wyszła za mąż za Felixa Benjamina, pochodzącego z Berlina przemysłowca, związanego zawodowo ze spółką Rawack & Grünfeld zajmującą się wydobyciem i zbytem rud. Miała cztery córki: Susanna, Kathe, Lotte i Ruth.